# Clostera curtuloides
Clostera curtuloides är en fjärilsart som beskrevs av Nicolas Grigorevich Erschoff 1870. Clostera curtuloides ingår i släktet Clostera och familjen tandspinnare. Inga underarter finns listade i Catalogue of Life.